# اتحاد اقتصادي ونقدي

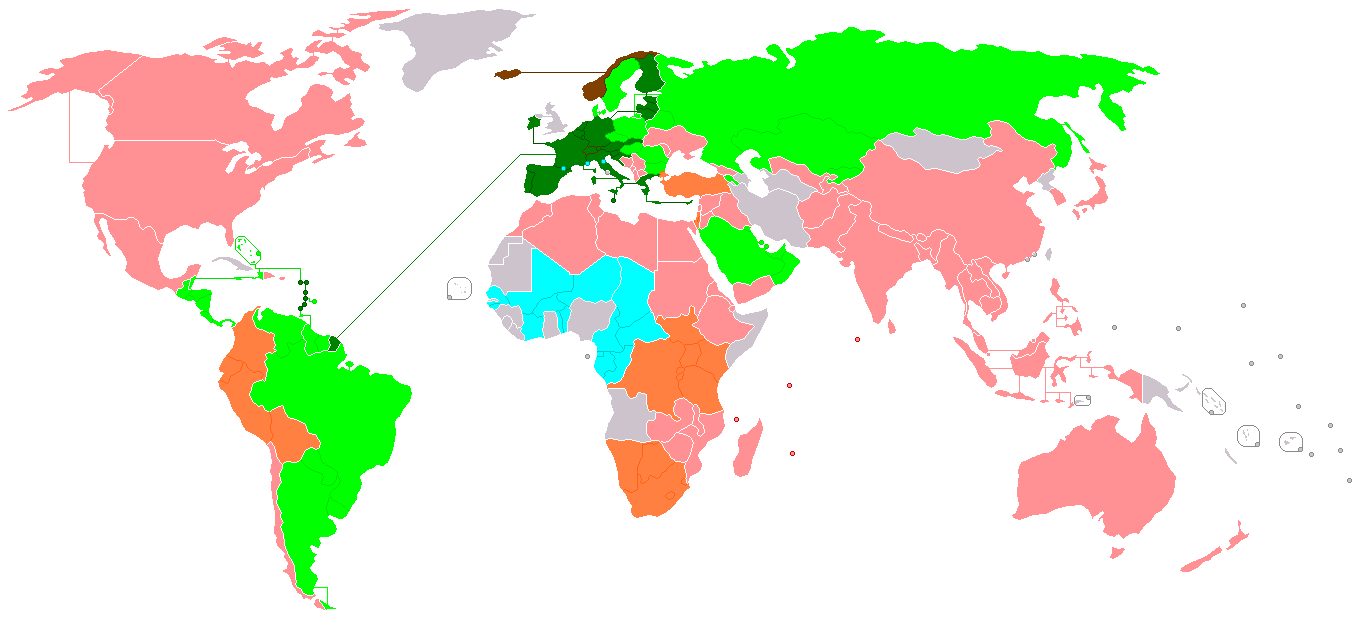
مراحل التكامل الاقتصادي حول العالم (يتم تلوين كل دولة حسب الاتفاقية الأكثر تكاملاً التي تشارك فيها

الاتحاد الاقتصادي والنقدي نمط من التكتلات التجارية التي تتسم بمزيج من السوق المشتركة، والاتحاد الجمركي، والاتحاد النقدي. يشكل الاتحاد الاقتصادي والنقدي الذي تأسس بموجب اتفاق تجاري، المرحلة السادسة من بين سبعة مراحل في عملية التكامل الاقتصادي. يجمع الاتحاد الاقتصادي والنقدي عادة بين الاتحاد الجمركي والسوق المشتركة. يوطد الاتحاد الاقتصادي والنقدي النموذجي التجارة الحرة والتعريف الجمركي المشترك ضمن صلاحياته. يقصد به أيضًا حماية حرية حركة السلع والخدمات والأشخاص. يختلف هذا الترتيب عن الاتحاد النقدي (مثلًا، الاتحاد النقدي اللاتيني)، الذي لا ينطوي عادة على سوق مشتركة. كما هي الحال مع الاتحاد الاقتصادي والنقدي الذي تأسس بين الدول الأعضاء السبع والعشرين في الاتحاد الأوروبي، يؤثر الاتحاد الاقتصادي والنقدي على أجزاء مختلفة على مناطق صلاحياته بطرق مختلفة. تخضع بعض المناطق لأنظمة جمركية منفصلة عن المناطق الأخرى الخاضعة للاتحاد الاقتصادي والنقدي. يمكن وضع هذه الترتيبات المختلفة تحت اتفاق رسمي، أو يمكن أن تقام على أسس بحكم الواقع. مثلًا، لا تستخدم كل الدول الأعضاء في الاتحاد الأوروبي اليورو الذي شكله الاتحاد النقدي، ولا تشكل كل الدول الأعضاء في الاتحاد الأوروبي جزءًا من منطقة الشنغن. يشارك بعض أعضاء الاتحاد الأوروبي في كلا الاتحادين، وبعضها لا يشارك في أي منهما.
تتقاسم تبعيات الولايات المتحدة الأمريكية، والأقاليم الأسترالية الخارجية والأقاليم النيوزيلندية عملة محددة، وفي معظم الأحيان، سوق الولايات لكل منها. مع ذلك، هي عمومًا ليست جزءًا من الأقاليم الجمركية نفسها.

## تاريخ
في مستهل الأمر، حاولت عدة بلدان تشكيل اتحاد اقتصادي ونقدي في قمة لاهاي في عام 1969. بعد ذلك، أعلن عن «مشروع خطة». خلال ذلك الوقت، كان العضو الرئيسي الذي ترأس هذا القرار هو بيير فيرنر، رئيس وزراء لكسمبورغ. تم قبول قرار تشكيل الاتحاد الاقتصادي والنقدي للاتحاد الأوروبي في ديسمبر 1991، الذي أصبح فيما بعد جزءًا من معاهدة ماستريخت (معاهدة الاتحاد الأوروبي).

## العمليات في الاتحاد الاقتصادي والنقدي الأوروبي
يشتمل الاتحاد الاقتصادي والنقدي الأوروبي على أربعة أنشطة رئيسية.
تتلخص المسؤولية الأولى تتلخص في الاضطلاع بمسؤولية تنفيذ السياسة النقدية الفعالة لمنطقة اليورو في ظل استقرار الأسعار. هناك مجموعة من خبراء الاقتصاد الذين يتلخص دورهم الوحيد في دراسة كيفية تحسين السياسة النقدية مع الحفاظ على استقرار الأسعار في الوقت نفسه. يجري الخبراء البحث، وتقدم النتائج إلى قادة الاتحاد الاقتصادي والنقدي الأوروبي. بعدها، يتلخص دور القادة في البحث عن وسيلة مناسبة لتنفيذ عمل خبراء الاقتصاد في سياسات بلادهم. يشكل الحفاظ على استقرار الأسعار هدفًا بعيد الأمد بالنسبة لكل الدول في الاتحاد الأوروبي، وذلك نظرًا للتأثيرات التي قد يخلفها ذلك على اليورو كعملة.
ثانيًا، يتعين على الاتحاد الاقتصادي والنقدي الأوروبي تنسيق السياسات الاقتصادية والمالية في بلدان الاتحاد الأوروبي. يتعين على البلدان إيجاد توازن بين تنفيذ السياسات النقدية والمالية. ستقدم نصائح للبلدان بزيادة التنسيق، حتى ولو عنى ذلك إقران بلدان مجتمعة بتبني سياسة نقدية أكثر تساهلًا، وسياسة مالية أكثر إحكامًا. يمكن أن يؤدي عدم تنسيق السوق النقدية إلى المجازفة بموقف لا يمكن التنبؤ به. يناقش الاتحاد الاقتصادي والنقدي خيار السياسة المختلطة، الذي ثبت أنه مفيد في بعض الدراسات التجريبية.
ثالثًا، يضمن الاتحاد الاقتصادي والنقدي الأوروبي سير السوق الموحدة بسلاسة. تحترم البلدان الأعضاء قرارات الاتحاد الاقتصادي والنقدي الأوروبي وتكفل أن تكون إجراءاتها تصب في صالح سوق مستقرة.
أخيرًا، تسهم تنظيمات الاتحاد الاقتصادي والنقدي في الإشراف على المؤسسات المالية ومراقبتها. هناك حاجة ملحة إلى عمل كل أعضاء الاتحاد الاقتصادي والنقدي ضمن اتحاد واحد. على هذا، فإن الاتحاد الاقتصادي والنقدي لابد وأن يشتمل على مؤسسات تشرف على كافة الدول الأعضاء لحماية الهدف الرئيسي للاتحاد.

### أدوار الحكومات الوطنية
تتمثل الأدوار الاقتصادية للدول داخل الاتحاد الاقتصادي والنقدي الأوروبي فيما يلي:
- السيطرة على السياسة المالية المتعلقة بالميزانيات الحكومية.
- السيطرة على السياسات الضريبية التي تحدد كيفية زيادة الدخل.
- السيطرة على السياسات البنيوية التي تحدد أنظمة المعاش التقاعدي، واليد العاملة، ولوائح سوق رأس المال.